# Arroyo Gama
El arroyo Gama es un curso natural de agua que nace en el lado chileno de la isla Grande de Tierra del Fuego, fluye hacia el este y cruza la frontera hacia el lado argentino para desembocar en el extremo sur de la bahía de San Sebastián. Dentro de Argentina, el arroyo atraviesa la estancia Sara.

## Ocupación humana
Este arroyo está ligado a la temprana ocupación europea de Tierra del Fuego. Hacia junio de 1893, miembros de la comunidad Salesiana desembarcaron en su desembocadura debido a dificultades en la navegación donde construyeron un cobertizo para pasar el invierno

## Historia
Luis Risopatrón lo describe en su Diccionario Jeográfico de Chile en las siguientes palabras:: 348 
Gama (Arroyo). De corto caudal, corre hácia el E, al pié S de la sierra Cármen Sylva i es cortado por la línea de límites con la Arjentina, en la isla Grande de Tierra del Fuego.